# خزعة سحائية
الخِزعة السِّحائيَّة (بالإنجليزية: Meningeal biopsy)‏ هي خزعة تُطبَّق على سحايا الجهاز العصبيّ المركزيّ، ويمكن للخزعة أن تتضمَّن أغلفة الدِّماغ أو الحبل الشَّوكيّ.
قد يُجرى تصوير بالرنين المغناطيسي أو تصوير مقطعي محوسب قبل الخزعة بغية تحديد موقع الخزعة.